# 3096 дана
3096 дана немачки је драмски филм из 2013. режисера Шерија Хормана. Филм је заснован на истинитој причи Наташе Кампуш, 10-годишњакиње која је осам година била држана у заточеништву након што је киднаповао Волфганг Приклопил. Северноирска глумица Антонија Кембел-Хјуз игра Кампушеву, а Туре Линдхарт Приклопила.
Филм је последње дело сценаристе Бернда Ајхингера пре његове изненадне смрти; Мартин Московиц, главни на одељењу ТВ и филм у Constantin Film-у, са Рутом Томом (Ein Lied von Liebe und Tod) преузели су рад на филму.

## Премиса
10-годишњу Наташу Кампуш (Кембел-Хјуз) киднапује Волфганг Приклопил (Линдхарт). Држи је осам година у малој соби, све док једног дана она не побегне.

## Постава
| Глумац               | Улога              |
| -------------------- | ------------------ |
| Туре Линдхарт        | Волфганг Приклопил |
| Антонија Кембел-Хјуз | Наташа Кампуш      |
| Амелија Пиџон        | млада Наташа       |
| Трине Дирхом         | Бриџита Сирни      |
| Власто Пејич         | новинар            |

## Продукција
Крајем 2012, било је питања о драстичном губитку тежине Кембел-Хјузове ради филма; како год, она је у интервјуу за Ивнинг стадард изјавила да је желела да „пати колико [је] и она — Кампушева — [патила]”. Такође, истакла је да је истегла Ахилову тетиву, сломила прст, добила фрактуру ребра и разне посекотине и ране, све због сета филма у којем је тамница била верно реконструисана.